# عاشق پیشه
عاشق‌پیشه به معنای داشتن علائم روحی و جسمی مرتبط با عاشق شدن است: "عاشق پیشه … یعنی از عشق ضربه خوردن … قلبت با شور عشق می‌زند.»
در حالی که در طول تاریخ به عنوان یک اختلال روانی کوتاه مدت که به دلیل تغییرات شدید مرتبط با عشق رمانتیک ایجاد می‌شود، تلقی می‌گشت، این دیدگاه از زمان کنار گذاشته شدن مدل هومورال و از زمان ظهور روان‌پزشکی علمی مدرن، کنار گذاشته شده است.

## استعاره‌ها
این مفهوم با مجموعه‌ای از استعاره‌ها مرتبط است که سعی می‌کنند سرعت و شدت عاشق شدن را با توصیف آن به‌عنوان یک فرایند فیزیکی مانند سقوط یا مصیبت دیدن، منتقل کنند.
متناوباً، عاشق شدن اغلب با اشاره به پیکان کوپیدو توصیف می‌شود. منابع دیگر، مانند تریسترام شاندی، این روند را با اشاره به تیراندازی با اسلحه توصیف می‌کنند: «من عاشق خانم وادمن هستم، به نقل از عمویم توبی. – او یک توپ را در اینجا جا گذاشته است – عمویم توبی را اضافه کرد – به سینه اش اشاره می‌کند.»